# Daskalojanis

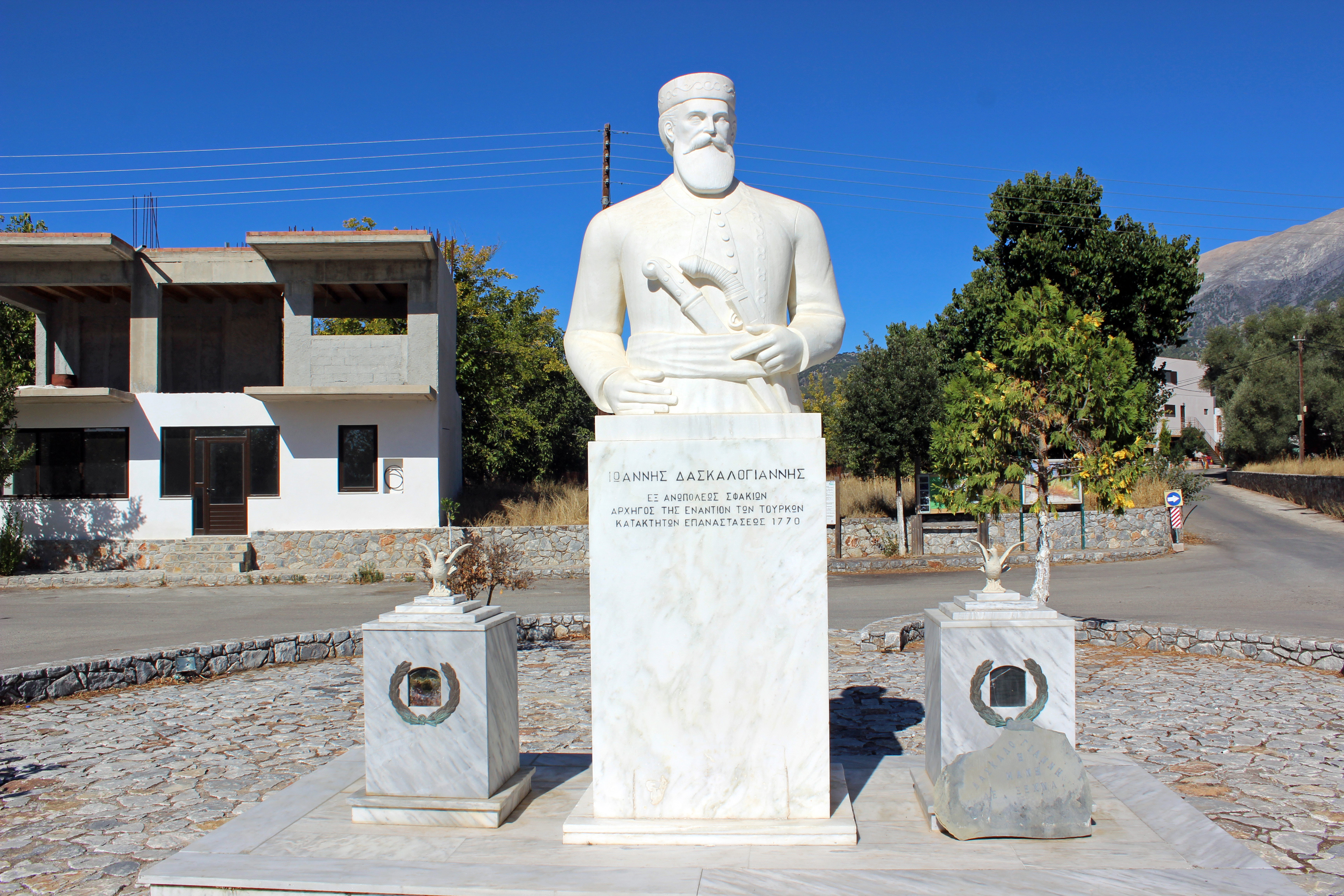
Pomnik Joanisa Daskalojanisa w Anopoli

Daskalojanis (? - 1771, właściwie Janis Wlachos, z zawodu nauczyciel (stąd jego przydomek znaczący Nauczyciel Janis), przywódca powstania Kreteńczyków przeciwko Turkom w 1770. Urodził się we wsi Anopoli, położonej na wyżynie Sfakia, niedaleko portowej miejscowości Chora Sfakion. Zginął pojmany przez Turków, obdarty żywcem ze skóry. Ze względu na swoje bohaterstwo w walce o wolność Krety uznany za bohatera narodowego.